# Oś czasu (utwór)
Oś czasu (ang. Axis of Time) – trylogia literacka autorstwa Johna Birminghama, australijskiego pisarza o angielskim pochodzenia, autora powieści fantastycznonaukowych.

## Książki w serii
1. Wybór broni (ang. Weapons of Choice) – (2005, w Polsce 2006 r.)
2. Wybór celów (ang. Designated Targets) – (2006, w Polsce 2007 r.)
3. Ostateczny cel (ang. Final Impact) – (2007, w Polsce wydany w 2008 r.)

Polskie wersje ukazały się nakładem wydawnictwa REBIS.

## Fabuła
Książki przedstawiają alternatywną historię lat 30. i 40. XX wieku.
Międzynarodowa eskadra okrętów przygotowuje się do inwazji na targaną religijnymi niepokojami Indonezję w celu powstrzymania eksterminacji chrześcijan przez reżim islamski.
Niespodziewanie do zespołu dowodzonego przez admirała Phillipa Kolhammera dołącza jeszcze jedna jednostka – okręt badawczy „Nagoya”. Statek prowadzi niebezpieczny eksperyment dotyczący czasoprzestrzeni. Podczas jednego z testów „Nagoya” ulega zniszczeniu, a cała eskadra międzynarodowa zostaje przeniesiona w czasy II wojny światowej. Na nieszczęście, flota z przyszłości ląduje na drodze sił adm. Spruance’a, płynących na spotkanie Japończyków pod Midway. Wywiązuje się bitwa, w wyniku której wiele okrętów zostaje uszkodzonych. Adm. Kolhammer, w obliczu braku drogi do domu, postanawia wspomóc USA w II wojnie światowej.
W trylogii znaleźć można humor i wiele pełnych rozmachu scen batalistycznych. Seria przedstawia alternatywną historię II wojny światowej oraz różnice między wojennym społeczeństwem a ludźmi z czasów dzisiejszych.

## Najważniejsze postacie
- Admirał Phillip Kolhammer – dowódca zespołu wielonarodowych sił
- Pułkownik J. „Lonesome” Johnes – dowódca 82. Marine Expeditionary Unit
- Komandor Karen Halabi – dowódca kontyngentu brytyjsko-australijskiego, kapitan HMS Trident
- Komandor Jane Willet – kapitan HMAS Havoc
- Podporucznik Maseo Miyazaki – dowódca JDS Sinanui
- Komandor Mike Judge – pierwszy oficer, a następnie kapitan USS Hillary Clinton